# Бопиј (Тарн и Гарона)
Бопи (фр. Beaupuy) насеље је и општина у јужној Француској у региону Миди Пирене, у департману Тарн и Гарона која припада префектури Монтобан.
По подацима из 2011. године у општини је живело 311 становника, а густина насељености је износила 26,33 становника/km². Општина се простире на површини од 11,81 km². Налази се на средњој надморској висини од 212 метара (максималној 246 m, а минималној 145 m).

## Демографија
| 1962. | 1968. | 1975. | 1982. | 1990. | 1999. | 2011. |
| ----- | ----- | ----- | ----- | ----- | ----- | ----- |
| 101   | 148   | 130   | 133   | 158   | 173   | 311   |

График промене броја становника у току последњих година